# Huntington Station
Huntington Station – jednostka osadnicza w Stanach Zjednoczonych, w stanie Nowy Jork, w hrabstwie Suffolk.